# Бенувил (Приморска Сена)
Бенувил (фр. Bénouville) насеље је и општина у северној Француској у региону Горња Нормандија, у департману Приморска Сена која припада префектури Авр.
По подацима из 2011. године у општини је живело 168 становника, а густина насељености је износила 58,74 становника/km². Општина се простире на површини од 2,86 km². Налази се на средњој надморској висини од 80 метара (максималној 99 m, а минималној 0 m).

## Демографија
| 1962. | 1968. | 1975. | 1982. | 1990. | 1999. | 2011. |
| ----- | ----- | ----- | ----- | ----- | ----- | ----- |
| 120   | 139   | 128   | 145   | 146   | 128   | 168   |

График промене броја становника у току последњих година